# Універсітаріо де Депортес
«Універсіта́ріо де Депо́ртес» (ісп. «Club Universitario de Deportes») — перуанський футбольний клуб з Ліми. Заснований 7 серпня 1924 року.

## Досягнення
- Чемпіон Перу (28): 1929, 1934, 1939, 1941, 1945, 1946, 1949, 1959, 1960, 1964, 1966, 1967, 1969, 1971, 1974, 1982, 1985, 1987, 1990, 1992, 1993, 1998, 1999, 2000, 2009, 2013, 2020, 2024